# Böhme (flod)
52°46′N 9°28′Ø / 52.767°N 9.467°Ø
Böhme er en biflod til  Aller i Landkreis Soltau-Fallingbostel i Niedersachsen i Tyskland og har en længde på 68 km. Den har sit udspring  ved sydenden af Naturpark Lüneburger Heide i Pietzmoor. Nordvest for kilden ligger byen Schneverdingen. Floden løber mod sydvest, gennem byerne Soltau, Bad Fallingbostel og Walsrode og munder ud i Aller nær Rethem.